# Чернецький Євген Анатолійович
Євге́н Анато́лійович Черне́цький (нар. 13 січня 1972, Біла Церква) — український генеалог, краєзнавець, геральдист, кандидат історичних наук (Україна), доктор гуманітарних наук (Польща). Член Національної спілки краєзнавців України, Почесний краєзнавець України (2016).

## Біографія
Народився 13 січня 1972 в м. Біла Церква Київської області.
Дослідження історії розпочав на початку 1990-х рр. у Білоцерківському краєзнавчому музеї. Основними напрямками наукових інтересів є генеалогія, демографія, соціальна історія правобережної шляхти та дворянства Російської імперії. Автор низки книг, багатьох наукових та науково-популярних публікацій, а також герба і прапора Володарського району та символіки сіл Київщини і Слобожанщини. Відповідальний редактор кількох збірників, зокрема, перших трьох випусків «Генеалогічних записок Українського геральдичного товариства» (2000-2002 рр.).

### Навчання
- 1979–1982 рр. — учень 1-3 класів школи № 17 (м. Біла Церква);
- 1982–1986 рр. — учень 4-7 класів школи у військовому містечку поблизу с. Шармеллек (Угорщина);
- 1986–1989 рр. — учень 8-10 класів школи № 2 (м. Біла Церква);
- 1991–1997 рр. — студент Київського національного університету ім. Тараса Шевченка (філософський факультет, відділення політології);
- 1997 р. — захистив дипломну роботу та здобув диплом викладача соціально-політичний і філософських дисциплін;
- 2007–2011 рр. — пошукувач Українського науково-дослідного інституту архівної справи та документознавства (науковий керівник — кандидат історичних наук, старший науковий співробітник Сергій Леонідович Зворський);
- 2011 р. — захистив дисертацію на здобуття наукового ступеня кандидата історичних наук за темою «Формування і соціальне структурування шляхти Радомишльського повіту Київської губернії в кінці XVIII — першій третині XIX ст.: генеалогічний та історико-демографічний аналіз»;
- 2016 р. — в Університеті Марії Кюрі-Склодовської (Люблін, Польща) отримав науковий ступінь доктора гуманітарних наук.

### Робота
- 1991–1993 рр. — молодший науковий співробітник Білоцерківського краєзнавчого музею;
- 1993–1995 рр. — старший науковий співробітник Білоцерківського краєзнавчого музею (з 2001 — за сумісництвом);
- 1995–2009 рр. — завідувач сектору інформаційно-краєзнавчої роботи Білоцерківської міської публічної бібліотеки;
- з 2009 р. — завідувач відділу інформаційно-краєзнавчої роботи Білоцерківської міської публічної бібліотеки;
- з 2011 р. — старший науковий співробітник Меморіального музею-садиби І. С. Козловського в Мар'янівці (за сумісництвом).

### Журналістська діяльність
- 1997—1998 рр. — журнал «Біла Церква — вчора, сьогодні, завтра» (автор серії краєзнавчих статей);
- 1998–1999 рр. — громадсько-політична газета Київщини «Юр'ївська земля» (співавтор серії краєзнавчих статей);
- 1999–2000 рр. — газета «Замкова гора» (автор серії статей про графів Браницьких — власників Білої Церкви);
- 2007–2012 рр. — інформаційно-рекламний тижневик Білої Церкви і регіону «Тема» (автор краєзнавчої сторінки);
- з 2012 р. — щоденна всеукраїнська газета «День» (автор серії статей про українські роди);
- з 2014 р. — Головний портал новин Білої Церкви «БЦ News» (автор серії статей про краєзнавчі публікації).

### Участь у міжнародній науковій співпраці
- 2009 р. — стипендіат Фундації королеви Ядвіги для студентів і науковців з Центрально-Східної Європи Яґеллонського університету;
- з 2009 р. — член Редакційної ради видання «Дворянский календарь. Справочная родословная книга российского дворянства», в якому публікуються поколінні розписи дворянських родів;
- з 2013 р. — консультант Товариства польської шляхти (пол. «Związek Szlachty Polskiej», англ. «The Confederation of the Polish Nobility»), Варшава, Польща (сфера компетенції — шляхетські роди з теренів Брацлавського, Волинського і Київського воєводств давньої Речі Посполитої).

### Громадська діяльність
- Українське товариство охорони пам'яток історії та культури (з 1994 р., відповідальний секретар Білоцерківської міської організації);
- Товариство охорони старожитностей Київщини (один із засновників — 1995 р., обирався на різні керівні посади);
- Українське геральдичне товариство (з 1998 р., член Ради від Київської області);
- ВУТ «Просвіта» імені Тараса Шевченка (з 2000 р., обирався членом Ради Білоцерківської міськрайонної організації);
- Наукове товариство імені братів Вацлава і Едварда Руліковських (один із засновників — 2006 р.);
- Білоцерківське рицарське коло (один із засновників — 2008 р., секретар Кола);
- Польське геральдичне товариство (з 2011 р.);
- Національна спілка краєзнавців України (з 2011 р.).

## Нагороди і премії

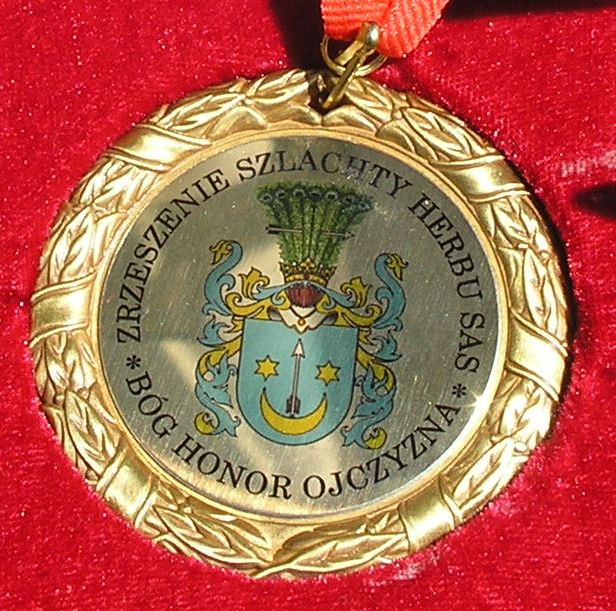
Медаль польського товариства «Союз шляхти герба Сас» (пол. «Zrzeszenie szlachty herbu Sas»

- 2001 р., Біла Церква — лауреат білоцерківської міської молодіжної літературно-мистецької премії ім. М. С. Вінграновського;
- 2003 р., Біла Церква — лауреат білоцерківської міської літературно-мистецької премії ім. І. С. Нечуя-Левицького;
- 2007 р., Біла Церква — нагороджений «Відзнакою міського голови»;
- 2011 р., Львів — книга Є. Чернецького й А. Бондаря «Українське село. Родовідна книга Красного і Затиші на Білоцерківщині» здобула персональну відзнаку голови журі 18-го Форуму видавців у Львові Мар'яна Лозинського та завдяки цьому увійшла до двадцяти найкращих українських видань 2011 р.;
- 2013 р., Трускавець — громадською організацією «Zrzeszenie szlachty herby Sas» (Польща) нагороджений медаллю «Zasłużony dla herbu Sas»;
- 2016 р., Київ — Почесний краєзнавець України;
- 21.08.2017 р., Київ — Нагрудний знак «За заслуги перед Київщиною»[2].

## Основні публікації
Наведені лише книги і брошури. Повну бібліографію публікацій Є. Чернецького див.: Євген Чернецький — історик, краєзнавець, науковець: Біобібліографічний покажчик / Упорядник Т. Г. Біла. — Біла Церква: Вид. О. В. Пшонківський, 2008. — 68 с.

### Біографістика
- Білоцерківський біографічний словник. Матеріали / Під загальною редакцією Є. Чернецького. — Біла Церква: Вид. О. В. Пшонківський, 2010. — Том I. — 333 с. (укр.)
- Білоцерківський біографічний словник. Матеріали / Під загальною редакцією Є. Чернецького. — Біла Церква: Вид. О. В. Пшонківський, 2012. — Том II. — 320 с. (укр.)
- Білоцерківський біографічний словник. Матеріали / Під загальною редакцією Є. Чернецького. — Біла Церква: Вид. О. В. Пшонківський, 2012. — Том III. — 332 с. (укр.)
- Білоцерківський біографічний словник. Матеріали / Під загальною редакцією Є. Чернецького. — Біла Церква: Вид. О. В. Пшонківський, 2015. — Том IV. — 232 с. (укр.)
- Білоцерківський біографічний словник. Матеріали / Під загальною редакцією Є. Чернецького. — Біла Церква: Вид. О. В. Пшонківський, 2015. — Том V. — 290 с. (укр.)
- Білоцерківський біографічний словник. Матеріали / Під загальною редакцією Є. Чернецького. — Біла Церква: Вид. О. В. Пшонківський, 2016. — Том VI. — 422 с. (укр.)

### Генеалогія і демографія
- Легітимована правобережна шляхта (кінець XVIII — середина XIX ст.) / Укладачі С. Лисенко, Є. Чернецький. — Біла Церква: Видавець О. Пшонківський, 2006. — Т. 2: Список легітимованої шляхти Київської губернії. — 224 с. (укр.)
- Легітимована правобережна шляхта (кінець XVIII — середина XIX ст.) / Укладачі С. Лисенко, Є. Чернецький. — Біла Церква: Видавець О. Пшонківський, 2006. — Т. 3: Список легітимованої шляхти Волинської губернії. — 240 с. (укр.)
- Легітимована правобережна шляхта (кінець XVIII — середина XIX ст.) / Укладачі С. Лисенко, Є. Чернецький. — Біла Церква: Видавець О. Пшонківський, 2006. — Т. 4: Список легітимованої шляхти Волинської губернії. — 224 с. (укр.)
- Легітимована правобережна шляхта (кінець XVIII — середина XIX ст.) / Укладачі С. Лисенко, Є. Чернецький. — Біла Церква: Видавець О. Пшонківський, 2006. — Т. 5: Список легітимованої шляхти Волинської губернії. — 240 с. (укр.)
- Лисенко С., Чернецький Є. Правобережна шляхта (кін. XVIII — перша пол. XIX ст.). Список шляхти Волинської, Київської та Подільської губерній, дворянські права якої перевірила Центральна ревізійна комісія. — Вид. 1-е. — Біла Церква: Видавництво ТОСК, 2002. — 398 с.; Вид. 2-е, випр. та доп. — Біла Церква: Вид. О. В. Пшонківський, 2007. — 448 с. (укр.)
- Покажчик прізвищ до «Киевских губернских ведомостей» за 1846 рік / Уклав Євген Чернецький. — Біла Церква, 2002. — 54 с.
- Правобережний гербівник / Уклав Є. Чернецький. — Біла Церква: Видавець О. Пшонківський, 2006. — Т. 1: Шляхта Васильківського, Таращанського та Звенигородського повітів. — 160 с., [16] арк. іл. (укр.)
- Правобережний гербівник / Уклав Є. Чернецький. — Біла Церква: Видавець О. Пшонківський, 2007. — Т. 2: Нотатки про легітимовану шляхту Київської губернії (1801—1804 рр.). — 204 с. (укр.)
- Правобережний гербівник / Уклав Є. Чернецький. — Біла Церква: Видавець О. Пшонківський, 2007. — Т. 3: Нотатки про легітимовану шляхту Київської губернії (1802—1810 рр.). — 192 с. (укр.)
- Правобережний гербівник / Уклав Є. Чернецький. — Біла Церква: Видавець О. Пшонківський, 2008. — Т. 4: Нотатки про легітимовану шляхту Київської губернії (1803—1816 рр.). — 192 с. (укр.)
- Правобережний гербівник / Уклали А. Кобилянський, Є. Чернецький. — Біла Церква: Вид. О. Пшонківський, 2012. — Т. 5: Легітимовані 1801—1803 рр. по Київській губернії роди герба Драго-Сас. — 132 с. (укр.)
- Список козацьких родів Сосницького повіту. Частина І. Ревізькі сказки 1858 року. Зошит І. Містечки Синявка, Стольне і села (Держархів Чернігівської обл., ф. 1011, оп. 1, спр. 90) / Уклав Є. Чернецький. — Біла Церква: Вид. О. Пшонківський, 2010. — 38 с. (укр.)
- Список козацьких родів Сосницького повіту. Частина І. Ревізькі сказки 1858 року. Зошит ІІ. Місто Сосниця, містечко Нові Млини і села (Держархів Чернігівської обл., ф. 1011, оп. 1, спр. 91) / Уклав Є. Чернецький. — Біла Церква: Вид. О. Пшонківський, 2010. — 46 с. (укр.)
- Список шляхти Київської губернії кінця XVIII — першої чверті XIX ст.: Абрамович — Ашмянцов / Уклав Є. Чернецький. — Біла Церква: Видавець О. В. Пшонківський, 2005. — 16 с. (укр.)
- Список шляхти Київської губернії кінця XVIII — першої чверті XIX ст.: Чаін — Чарнецький / Уклав Є. Чернецький. — Біла Церква: Видавець О. В. Пшонківський, 2006. — 16 с. (укр.)
- Список шляхти Київської губернії кінця XVIII — першої чверті XIX ст.: Чарнецький — Черніцький / Уклав Є. Чернецький. — Біла Церква: Видавець О. В. Пшонківський, 2006. — 16 с. (укр.)
- Список шляхти Київської губернії кінця XVIII — першої чверті XIX ст.: Чернявський — Чоповський / Уклав Є. Чернецький. — Біла Церква: Видавець О. В. Пшонківський, 2006. — 16 с. (укр.)
- Список шляхти Київської губернії кінця XVIII — першої чверті XIX ст.: Київський повіт / Укладач Є. Чернецький. — Біла Церква: Видавець О. В. Пшонківський, 2013. — 244 с. (укр.)
- Стародуб О., Чернецький Є. З історії старовинного білоцерківського роду Губріїв (початок XVIII — середина XX ст.). — Біла Церква: Видавець О. В. Пшонківський, 2008. — 44 с. (укр.)
- Чернецький Є. Браницькі. — Біла Церква: Видавець Олександр Пшонківський, 2011. — 736 с. (укр.)
- Чернецький Є. Власенки, Гладкі, Щигельські та Лопухіни. До історії взаємин українського селянства, польської шляхти та російської аристократії в південних повітах Київської губернії наприкінці XVIII — на початку XX ст. — Біла Церква: Видавець О. В. Пшонківський, 2006. — 242 с., [4] арк. табл. (укр.)
- Чернецький Є. Генеалогічні етюди. — Біла Церква: Мустанг, 1998. — 84 с. (укр.)
- Чернецький Є. Дідичі та посесори Київської губернії на початку XIX століття. — Біла Церква, 2002. — 38 с. (укр.)
- Чернецький Є. До історії плесецької старовини: давній рід Шиденків у XVIII—XIX ст. — Біла Церква: Вид. О. Пшонківський, 2008. — 32 с. (укр.)
- Чернецький Є. Козацькі роди села Змітнів Сосницького повіту. — Біла Церква: Вид. О. Пшонківський, 2010. — 26 с. (укр.)
- Чернецький Є. Кошелі та Кобижчі. Матеріали до історії козацьких родів з метричної книги церкви Воздвиження Чесного Хреста Господнього села Хрещате Козелецького повіту за 1884 рік. — Біла Церква: Вид. О. В. Пшонківський, 2009. — 32 с. (укр.)
- Чернецький Є. Мар'янівка і її мешканці в перший рік ХХ століття. — Біла Церква: Видавець Пшонківський О. В., 2014. — 112 с. (укр.)
- Чернецький Є. Михалевські герба Корчак з Вовковинець та Олександрівки: легітимаційні документи (1733—1842 рр.). — Біла Церква: Вид. О. В. Пшонківський, 2015. — 184 с. (укр.)
- Чернецький Є. Нащадки рицарів із Савиць: Савицькі герба Сліповрон у Київській губернії. — Біла Церква: Вид. О. В. Пшонківський, 2012. — 120 с. (укр.)
- Чернецький Є. Правобережна шляхта за російського панування (кінець XVIII — початок XX ст.). Джерела, структура стану, роди. — Біла Церква: Вид. О. В. Пшонківський, 2007. — 176 с. (укр.)
- Чернецький Є. Роди Ковалів та Іванців в селі Змітнів Сосницького повіту в 1858 році. — Біла Церква: Вид. О. Пшонківський, 2009. — 24 с. (укр.)
- Чернецький Є. Родовід Кваш, Мандрик та Барщевських. — Біла Церква: Видавець О. В. Пшонківський, 2005. — 24 с. + ген. таблиці. (укр.)
- Чернецький Є. Село Острів на Росі та давній рід Пилипців (Пелепців). — Біла Церква: Вид. О. В. Пшонківський, 2009. — 120 с. (укр.)
- Чернецький Є. Село Остров на Роси и старинный род Пилипцов (Пелепцов). — Біла Церква: Вид. О. В. Пшонківський, 2009. — 120 с. (укр.)
- Чернецький Є. Список білоцерківської шляхти. — Біла Церква: Видавництво ТОСК, 2001. — 78 с. (укр.)
- Чернецький Є., Бондар А. Українське село. Родовідна книга Красного і Затиші на Білоцерківщині / Під загальною ред. Є. А. Чернецького. — Біла Церква: Видавець О. В. Пшонківський, 2011. — 624 с.: іл. (укр.)
- Чернецький Є. Українське село. Зажинки до родовідної книги Потіївки на Білоцерківщині. — Біла Церква: Видавець О. В. Пшонківський, 2013. — 608 с.: іл. (укр.)
- Чернецький Є. Фонди дворянських установ Російської імперії в архівах Білорусі, Естонії, Латвії, Литви, Молдови, Польщі, України та Фінляндії. — Біла Церква: Вид. О. Пшонківський, 2013. — Том І. — 176 с. (укр.)
- Чернецький Є. Формування і соціальне структурування шляхти Радомишльського повіту Київської губернії в кінці XVIII — першій третині XIX ст.: генеалогічний та історико-демографічний аналіз. Автореферат дисертації на здобуття наукового ступеня кандидата історичних наук. — Київ, 2010. — 18 с. (укр.)
- Чернецький Є. Шляхами полковника Никифора Блаватного. 1886—1941. — Біла Церква: Вид. О. В. Пшонківський, 2013. — 140 с., генеалогічна табл. (укр.)
- Чернецький Є. Шляхта Васильківського повіту Київської губернії за сповідальними розписами православних храмів початку XIX ст. (Білоцерківщина, Васильківщина, Мотовилівщина, Рокитнянщина, Фастівщина). — Біла Церква: Мустанг, 1999. — 26 с. (укр.)
- Чернецький Є. Родовід генія: Козловські з Мар'янівки / Євген Чернецький ; Меморіальний музей-садиба І. С. Козловського. — Біла Церква: Вид. О. Пшонківський, 2015. — 82 с.
- Список шляхти Київської губернії кінця XVIII — першої чверті ХІХ ст.: Васильківський повіт / Білоцерківське рицарське коло ; Товариство охорони старожитностей Київщини ; Білоцерківська міська організація Українського товариства охорони пам'яток історії та культури ; Білоцерківська міська централізована бібліотечна система ; Білоцерківський краєзнавчий музей ; Меморіальний музей-садиба І. С. Козловського в Мар'янівці ; [уклад. Є. Чернецький]. — Біла Церква: Вид. О. В. Пшонківський, 2016. — 290 с.
- Чернецький Є. Шляхта Радомишльського повіту Київської губернії (кінець XVIII — перша третина ХІХ ст.): генеалогічний та історико-демографічний аналіз / Євген Чернецький ; [Державна архівна служба України ; Український науково-дослідний інститут архівної справи та документознавства]. — Біла Церква: Вид. О. В. Пшонківський, 2016. — 554 с.
- Чернецкий Е. Дворянский род Полочаниновых: Поколенная роспись, хроника событий и архив: На основании личного архива Геннадия Владимировича Полочанинова / Евгений Чернецкий. — Белая Церковь: Книгоиздатель Пшонковский А. В., 2017. — 210 с., ил.+ табл.
- Чернецький Є. З історії шляхти Білоцерківського графства: Каплінські та Хижевські / Євген Чернецький. — Біла Церква: Вид. Пшонківський О. В., 2017. — 100 с., іл.
- Чернецький Є. Красножони / Євген Чернецький, Ольга Гурковська. — Біла Церква: Вид. Пшонківський О. В., 2018. — 86 с., іл.
- Чернецький Є. Пьотровські герба Сліповрон. Лінія на Корналовичах, з Пустої Вульшки і Мотижина / Євген Чернецький. — Біла Церква: Вид. Пшонківський О. В., 2018. — 340 с., іл.
- Чернецький Є. Леневичі (Ліневичі). Нащадки таборівського старости Францишка та їхня рідня / Євген Чернецький. — Біла Церква: Видавець Пшонківський О. В., 2019. — 264 с. + таблиці.
- Чернецький Є. Дрібне дворянство Київського намісництва (1784—1791). Київський повіт / Євген Чернецький. — Біла Церква: б. в., 2021. — 68 с.
- Чернецький Є. Біла Церква і білоцерківці. Довідник. Рік 1795. Робочий зошит. Персоналії в метричній книзі про хрещених костьолу св. Яна Непомуцена / Євген Чернецький. — Біла Церква: б. в., 2023. — 80 с.
- Чернецький Є. Графи Ронікери у світлі дворянських справ з українських архівів (XIX — початок XX ст.) / Євген Чернецький. — Біла Церква: Вид. Пшонківський О. В., 2023. — 172 с.
- Чернецький Є. Заплатинські герба Сас. Лінія з Клюків і Шуляків / Євген Чернецький. — Біла Церква: Вид. Пшонківський О. В., 2023. — 128 с.

### Геральдика
- Кобилянський А., Чернецький Є. Родові герби шляхти: Довідник. — Біла Церква: Вид. Пшонківський О. В., 2014. — 224 с. (укр.)
- Чернецький Є. Символіка Білоцерківщини. — Біла Церква: Яніна, 2004. — 24 с. (укр.)

### Краєзнавство
- Власенко В. М., Стародуб О. В., Чернецький Є. А. Білоцерківський аграрний університет: від витоків до сьогодення. — Біла Церква, 2005. — 224 с. (укр.)
- Власенко В., Чернецький Є. Коріння Білоцерківського державного аграрного університету (Нариси історії). — Біла Церква, 2000. — 36 с. (укр.)
- Галкін С., Гурковська О., Чернецький Є. Структура та символіка старовинного парку «Олександрія» в білоцерківській резиденції графів Браницьких. — Вид. 1-е. — Біла Церква: Видавець О. В. Пшонківський, 2005. –96 с.; Вид. 2-е. — Біла Церква: Видавець О. В. Пшонківський, 2007. — 96 с. (укр.)
- Пікуль О., Чернецький Є., Ярмола О. Історія пожежної справи Білої Церкви. — Біла Церква, 1999. — 191 с. (укр.) (укр.)
- Чернецкий Е. Мемориал светлейшему князю Григорию Потемкину-Таврическому в Белой Церкви. — Біла Церква: Мустанг, 1997. — 44 с. (укр.)
- Чернецький Є. Білоцерківська церква св. Миколая (1637—1917 рр.). — Біла Церква: Мустанг, 1999. — 36 с. (укр.)
- Чернецький Є. Білоцерківський замок: фортифікація, система оборони та події до року 1648. — Біла Церква: Видавець Олександр Пшонківський, 2003. — 204 с. (укр.)
- Чернецький Є. Білоцерківські козаки у XVIII столітті (за переказами та архівними матеріалами). — Біла Церква: Мустанг, 1997. — 28 с. (укр.)
- Чернецький Є. Браницькі герба Корчак. — Біла Церква: Видавець Олександр Пшонківський, 2003. — 132 с. (укр.)
- Чернецький Є. З історії Заріччя: до 50-річчя Старого моста. — Біла Церква: Вид. О. Пшонківський, 2010. — 8 с. (укр.)
- Чернецький Є. Історія Білої Церкви: події, постаті, життя. — Біла Церква: Вид. О. Пшонківський, 2012. — 448 с.: іл. (укр.)
- Чернецький Є. Історія Білої Церкви: таємниці минулого та хроніка подій. — Біла Церква: Вид. О. Пшонківський, 2016. — 312 с.: іл. (укр.)
- Чернецький Є. Протопіп Василь Зражевський (1733—1796). — Біла Церква: Мустанг, 2000. — 28 с. (укр.)
- Чернецький Є. Старожитні часи на Пороссі. — Біла Церква: Видавець Олександр Пшонківський, 2003. — 422 с. (укр.)
- Чернецький Є. Церкви Білої Церкви. — Біла Церква: Видавництво ТОСК, 2000. — 12 с. (укр.)
- Czerniecki E. Hrabina Branicka. — Biała Cerkiew, 1999. — 77 s. (пол.)
- Діденко Л. Декомунізація м. Біла Церква. Інформаційний довідник по перейменуванню вулиць міста у 2016 р. / Діденко Л. М., Чернецький Є. А., Стародуб О. В. ; [Управління культури, національностей та релігій Київської обласної державної адміністрації ; Білоцерківський краєзнавчий музей]. — Біла Церква: Білоцерківський краєзнавчий музей, 2016. — 52 с.
- Чернецький Є. Історія Білої Церкви: таємниці минулого та хроніка подій / Євген Чернецький. — Біла Церква: Вид. О. В. Пшонківський, 2016. — 312 с.
- Чернецький Є. Рокитнянська волость (XVI—XVII ст.) / Євген Чернецький. — Біла Церква: Вид. О. В. Пшонківський, 2016. — 154 с.
- Ніколи не повернулися. Вигнанці з Королівства Польського періоду Першої світової війни, поховані на Сквирському римо-католицькому кладовищі / Опрацював Є. Чернецький. — Біла Церква: Вид. О. Пшонківський, 2017. — 54 с.
- Стародуб О., Чернецький Є., Бондар А., Ярмола О. Будівельна історія Білої Церкви ХІ — ХХІ століть. — Біла Церква: Вид. Пшонківський О. В., 2017. — Т. 1. Від середньовічного граду до сучасного міста. — 348 с.
- Стародуб О., Чернецький Є., Бондар А., Ярмола О. Будівельна історія Білої Церкви ХІ — ХХІ століть. — Біла Церква: Вид. Пшонківський О. В., 2017. — Т. 2. Сучасне місто: розбудова. — 382 с.
- Стародуб О., Чернецький Є., Бондар А., Ярмола О. Будівельна історія Білої Церкви ХІ — ХХІ століть. — Біла Церква: Вид. Пшонківський О. В., 2017. — Т. 3. Сучасне місто: будівельні організації. — 300 с.
- Стародуб О., Чернецький Є., Бондар А., Ярмола О. Будівельна історія Білої Церкви ХІ — ХХІ століть. — Біла Церква: Вид. Пшонківський О. В., 2017. — Т. 4. Науково-довідковий апарат. — 334 с.
- Діденко Л., Климчук К., Іванців В., Виговська Т., Чернецький Є., Стародуб О., Бондар А. Декомунізація у Білій Церкві: Інформаційний довідник з перейменування вулиць міста у 2016 році / Діденко Л. М., Климчук К. В., Іванців В. О., Виговська Т. М., Чернецький Є. А., Стародуб О. В., Бондар А. В. ; Управління культури, національностей та релігій Київської обласної державної адміністрації ; Білоцерківський краєзнавчий музей ; Відділ у справах сім'ї та молоді Білоцерківської міської ради ; Білоцерківський міський осередок ВМГО «Молода Просвіта» ; Білоцерківське міськрайонне товариство ВУТ «Просвіта» ім. Т. Г. Шевченка. — Біла Церква: ТОВ «Час змін інформ», 2017. — 164 с.
- Чернецький Є. Привілеї Білої Церкви та спільні інтереси, права і власність мешканців Білоцерківського староства другої половини XVI — першої половини XVII століть / Євген Чернецький / Білоцерківська міська централізована бібліотечна система ; Білоцерківський краєзнавчий музей. — Біла Церква: Вид. Пшонківський О. В., 2017. — 96 с., іл.
- Євреї Білої Церкви (середина XIX — початок XX ст.): просопографічний довідник / укладач Є. Чернецький. — Біла Церква: Вид. Пшонківський О. В., 2018. — 736 с.
- Мить зневіри. Присяга Катерині II у 1793 році на окупованих Російською імперією теренах Речі Посполитої / вступ, опрацювання пам'ятки та покажчики Є. Чернецького. — Біла Церква: Видавець Пшонківський О. В., 2018. — 566 с.
- Чернецький Є. Герої, вороги, жертви Першої більшовицько-української війни 1917—1918 рр. на цвинтарях Києва / Євген Чернецький, Ольга Гурковська. — Біла Церква: Видавець Пшонківський О. В., 2018. — 536 с.
- Чернецький Є. Костьол св. архангела Михаїла в Голобах і його колятори / Євген Чернецький. — Біла Церква: Видавець Пшонківський О. В., 2019. — 56 с. + 4 с. іл.
- Уламки пам'яті. Збережені дані про євреїв Білої Церкви — жертв Голокосту / укладач Є. Чернецький. — Біла Церква: Видавець Пшонківський О. В., 2019. — 100 с.
- Іванов О. Невідома Олександрія. Палацовий комплекс. Четвертий павільйон / Олександр Іванов, Євген Чернецький. — Біла Церква: Білоцерківська книжкова фабрика, 2020. — 200 с., іл.
- Чернецький Є. Світ євреїв Білої Церкви: історія, пам'ятки, постаті / Євген Чернецький. — Біла Церква: Видавець Пшонківський О. В., 2020. — 108 с., іл.
- Чернецкий Е. Мир евреев Белой Церкви: история, достопримечательности, личности / Евгений Чернецкий. — Біла Церква: Видавець Пшонківський О. В., 2020. — 108 с., іл.
- Чернецький Є. Білоцерківська юдаїка: бібліографія 1991—2016 рр., джерельна база та справи у фонді «Київське губернське правління» / Євген Чернецький. — Біла Церква: Вид. Пшонківський О. В., 2021. — 308 с.
- Chernetsky E. The world of Jews of Belaya Tserkov: History, Sights, Personalities / Evgeny Chernetsky. — Біла Церква: Видавець Пшонківський О. В., 2021. — 116 с., іл.
- Чернецький Є. Буденність і секрети локальних традицій християнської глобалізації. — Біла Церква: Вид. Пшонківський О. В., 2022. — 74 с.
- Чернецький Є. Єврейські общини і синагоги Київської губернії, відомі імперським чиновникам другої половини XIX—XX ст. / Євген Чернецький. — Біла Церква: Вид. Пшонківський О. В., 2023. — 160 с.
- Чернецький Є. Скільки парків було в Олександрії? Концептуальна історія головної резиденції графів Браницьких / Євген Чернецький. — Біла Церква: Вид. Пшонківський О. В., 2023. — 60 с.
- Chernetskyi I. Everyday life and secrets of local traditions of Christian globalization / Ievgenii Chernetskyi. — Bila Tserkva: Pshonkivskyi O. V. Publisher, 2023. — 68 p.
- Чернецький Є. На білоцерківських вулицях: Соломон Рабинович у період народження Шолом-Алейхема / Євген Чернецький. — Біла Церква: Вид. Пшонківський О. В., 2023. — 90 с.

### Ономастика
- Ономастікон Васильківського повіту Київської губернії (кінець XVIII — початок ХІХ ст.) / Укладачі О. Стародуб, Є. Чернецький; Автор вступу О. Стародуб. — Біла Церква: Вид. О. В. Пшонківський, 2015. — 364 с. (укр.)

### Публікації джерел
- Тарифи подимного податку, сеймикові лауди і люстрації Київського воєводства першої половини XVIII століття / Укладач Конрад Жеменецький при співпраці Євгена Чернецького, Пшемислава Юзвікевича і Віолети Шимчик. — Біла Церква: Вид. Пшонківський О. В., 2014. — 412 с. (укр.)(пол.)

## Рецензії
- Sergíj Lisenko, Êvgen Černec'kij, Legitimovana pravoberežna šlâhta (kinec' XVIII — seredina XIX ct.), t. 2, Spisok legítimovanoi šlahti Kiїvs'koi guberniї, t. 3—5, Spisok legítimovanoї šlahti Volins'koї guberniї, Bila Cerkva 2006, Wydawnictwo Oleksandr Pšonkivsc'kij, ss. 223+239+224+239 (Tadeusz Epsztein) // Przegląd Wschodni. — 2007. — Tom X. — Zeszyt 3 (39). — S. 794—796. (пол.)
- Epsztein T. Przegląd wybranej literatury naukowej ukraińskiej dotyczącej dawnych elit Ukrainy (2006—2009) // Studia z historii społeczno—gospodarczej XIX i XX wieku. — Łódź: Wydawnictwo Uniwersytetu Łódzkiego, 2010. — Tom VIII. — S. 325—330. (пол.)
- Левко Лук'яненко. Почуття спорідненості зі своїм родом // День. — 2013. — 9—10 серпня. — Ч. 140—141 (4023—4024). — С. 23. [Архівовано 18 травня 2014 у Wayback Machine.] (укр.)
- Євген Букет. Енциклопедія села — ключ до майбутнього нації // Слово Просвіти. — 2013. — 15—21 серпня. — Ч. 32 (721). — С. 11. [Архівовано 1 червня 2019 у Wayback Machine.] (укр.)
- Володимир Іванців. Книжка про любов, або Розщеплення атома // Юр'ївська земля. — 2013. — 15 серпня. — Ч. 33 (802). — С. 26—27. (укр.)

## Публікації, доступні в мережі Інтернет
- Чернецький Є. Генеалогічне дослідження як інструмент порозуміння поколінь [Архівовано 5 травня 2015 у Wayback Machine.] (укр.)
- Чернецький Є. Генеалогія та графський титул роду Олізарів-Волчковичів у джерелі 1820-х рр. «Родословная и доказательства о дворянстве Олизаров» (укр.)
- Чернецький Є. Герб гетьмана Івана Мазепи: його зображення та походження (укр.)
- Чернецький Є. Герб Побуг [Архівовано 11 вересня 2012 у Wayback Machine.] (укр.)
- Чернецький Є. Герб Яніна [Архівовано 17 травня 2014 у Wayback Machine.] (укр.)
- Чернецький Є. Легітимація та декласація правобережної шляхти наприкінці XVIII — у першій третині XIX ст. (на прикладі роду Звурських (Зворських) герба Лодзя) [Архівовано 24 вересня 2015 у Wayback Machine.] (укр.)
- Чернецький Є. Міграція дрібної шляхти з Галичини на Правобережжя: спроба реконструкції шляхів та обрахунку кількості на прикладі родів герба Сас[недоступне посилання з серпня 2019] (укр.)
- Краєзнавчі статті Є. Чернецького в тижневику «Тема» (укр.)
- Чернецький Є. Антоновичі (газета «День») [Архівовано 18 травня 2014 у Wayback Machine.] (укр.)
- Чернецький Є. Бердяєви (газета «День») [Архівовано 1 серпня 2013 у Wayback Machine.] (укр.)
- Чернецький Є. Габсбурги (газета «День») [Архівовано 14 липня 2014 у Wayback Machine.] (укр.)
- Чернецький Є. Грушевські (газета «День») [Архівовано 10 листопада 2013 у Wayback Machine.] (укр.)
- Чернецький Є. Дорошенки (газета «День») [Архівовано 17 травня 2014 у Wayback Machine.] (укр.)
- Чернецький Є. Кошиці (газета «День») [Архівовано 17 травня 2014 у Wayback Machine.] (укр.)
- Чернецький Є. Кульчицькі (газета «День») [Архівовано 18 травня 2014 у Wayback Machine.] (укр.)
- Чернецький Є. Левицькі (газета «День») [Архівовано 18 травня 2014 у Wayback Machine.] (укр.)
- Чернецький Є. Липинські (газета «День») [Архівовано 31 липня 2013 у Wayback Machine.] (укр.)
- Чернецький Є. Лисенки (газета «День») [Архівовано 5 квітня 2013 у Wayback Machine.] (укр.)
- Чернецький Є. Подолинські (газета «День») [Архівовано 17 травня 2014 у Wayback Machine.] (укр.)
- Чернецький Є. Рильські (газета «День») [Архівовано 17 травня 2014 у Wayback Machine.] (укр.)
- Чернецький Є. Скоропадські (газета «День») [Архівовано 1 серпня 2013 у Wayback Machine.] (укр.)
- Чернецький Є. Скоропадські (продовження, газета «День») [Архівовано 31 липня 2013 у Wayback Machine.] (укр.)
- Чернецький Є. Тобілевичі (газета «День») [Архівовано 17 травня 2014 у Wayback Machine.] (укр.)
- Чернецький Є. Шептицькі (газета «День») [Архівовано 8 вересня 2013 у Wayback Machine.] (укр.)